# Bernardus Croon
Bernardus Hermanus Croon (Amsterdam, 11 maggio 1886 – Amsterdam, 30 gennaio 1960) è stato un canottiere olandese.
Ha vinto la medaglia di bronzo olimpica nel canottaggio alle Olimpiadi 1908 tenutesi a Londra, nella gara di Quattro senza maschile con Albertus Wielsma, Hermannus Höfte e Johan Burk.